# روبرت أوسبورن
روبرت أوسبورن (بالإنجليزية: Robert Osborne)‏ (29 سبتمبر 1881 بملبورن في أستراليا - 19 نوفمبر 1927 في أستراليا) هو لاعب كريكت أسترالي. لعب مع فريق فكتوريا للكريكت.

## وصلات خارجية
- روبرت أوسبورن على موقع إي آس بي آن كريك إنفو (الإنجليزية)